# Cryptalaus lacteus
Cryptalaus lacteus là một loài bọ cánh cứng trong họ Elateridae. Loài này được Fabricius miêu tả khoa học năm 1801.